# Кузон
Кузон (фр. Couzon) насеље је и општина у централној Француској у региону Оверња, у департману Алије која припада префектури Мулен.
По подацима из 2011. године у општини је живело 290 становника, а густина насељености је износила 14,61 становника/km². Општина се простире на површини од 19,85 km². Налази се на средњој надморској висини од 224 метара (максималној 274 m, а минималној 197 m).

## Демографија
| 1962. | 1968. | 1975. | 1982. | 1990. | 1999. | 2011. |
| ----- | ----- | ----- | ----- | ----- | ----- | ----- |
| 293   | 355   | 291   | 301   | 290   | 294   | 290   |

График промене броја становника у току последњих година